# Gama-Tokoferol
γ-Tokoferol je jedno od hemijskih jedinjenja koja se smatraju vitaminom E. On je prehrambeni aditiv. Njegov E broj je E308.